# Argobuccinum
Argobuccinum là một chi ốc biển săn mồi, là động vật thân mềm chân bụng sống ở biển trong họ Ranellidae, họ ốc tù và.

## Các loài
Các loài thuộc chi Argobuccinum bao gồm:
- Argobuccinum proditor
- Argobuccinum pustulosum
- Argobuccinum ranelliforme
- Argobuccinum retiolum
- Argobuccinum tristanense
- Argobuccinum tumidum